# Kerozen DJ
Kerozen DJ, de son vrai nom Yobo Constant Joël, né à Yopougon Siporex dans la ville d’Abidjan,en Côte d'Ivoire YOBO Constant Joël, populairement connu sous le nom de DJ Kerozen est un chanteur, auteur-compositeur et interprète ivoirien,ayant pour style musical le coupé-décalé. Il a commencé sa carrière en tant que membre du groupe Boulevard DJ, s’aventurant dans le showbiz. IL se distingue par sa transmission de message unique, contrairement au coupé-décalé des autres DJ

## Biographie

### Famille et études
Kerozen DJ  nait le 2 mai 1986 en Côte d'Ivoire,.
En classe de terminale en 2004, il abandonne ses études pour devenir disc-jockey et joue dans plusieurs maquis et bars à Abidjan en Côte d'Ivoire notamment à rue princesse, et à Abobo,. Il commence sa carrière musicale en 2005 en duo avec Zéphy le Créateur avec le titre « La Danse de la Moto »,.

### Parcours artistique
En 2018, il fait un grand concert devant plus de 4000 spectateurs à la salle Anoumabo du Palais de la culture de Treichville à Abidjan. Pour son concert au Bataclan, en France, en 2022, il est l'invité à Le journal Afrique sur TV5 Monde. 

## Discographie

### Singles
Il est auteur de plusieurs singles dont:
- 2025ː Espoir
- 2025ː C'est son temps
- 2024ː On peut relancer
- 2023ː L'afrique, c'est a nousː AFCON 2023
- 2023ː Azigbo
- 2023ː Terminator
- 2023ː Ronaldo
- 2023ː Les pros
- 2023ː C'est dieu
- 2023ː Tchokoroba
- 2022ː Allez dire
- 2022ː La voix autorisee
- 2021ː Motivation
- 2021ː Dis merci a dieu
- 2021ː Marabout
- 2021ː L'elu
- 2020ː Abidjan puissance
- 2020ː Dieu sur terre
- 2019ː Tu seras elevee
- 2019ː Nanko
- 2018ː Victoire
- 2018ː Ca depende de toi
- 2018ː Mon heure a sonné ft Serge Beynaud
- 2017 : Le temps[10]
- 2017ː  Marijo[10]
- 2016 : Mon heure a sonné[6][10]

### Albums
- 2023ː Puissance 10

## Distinctions
Il est titulaire de plusieurs distinctions et nominations dont:
- 2021 : Kerozen Dj s'adjuge le Primud d'or 2021[11].
- 2019: Prix du Meilleur Artiste de l’Afrique de l’Ouest aux Kundé 2019[12],[13]
- 2019ː Prix spécial du jury lors des KMA Awards Toronto 2019[13]
- 2019ː Meilleur artiste de coupé décalé par le RECOR Élohim Group[13]

- 2016 : Nommé aux Awards du Coupé-décalé[14],[15]

- 2016 : Vainqueur des ‘’Héros 225’’[14],[15]